# Gonoporus

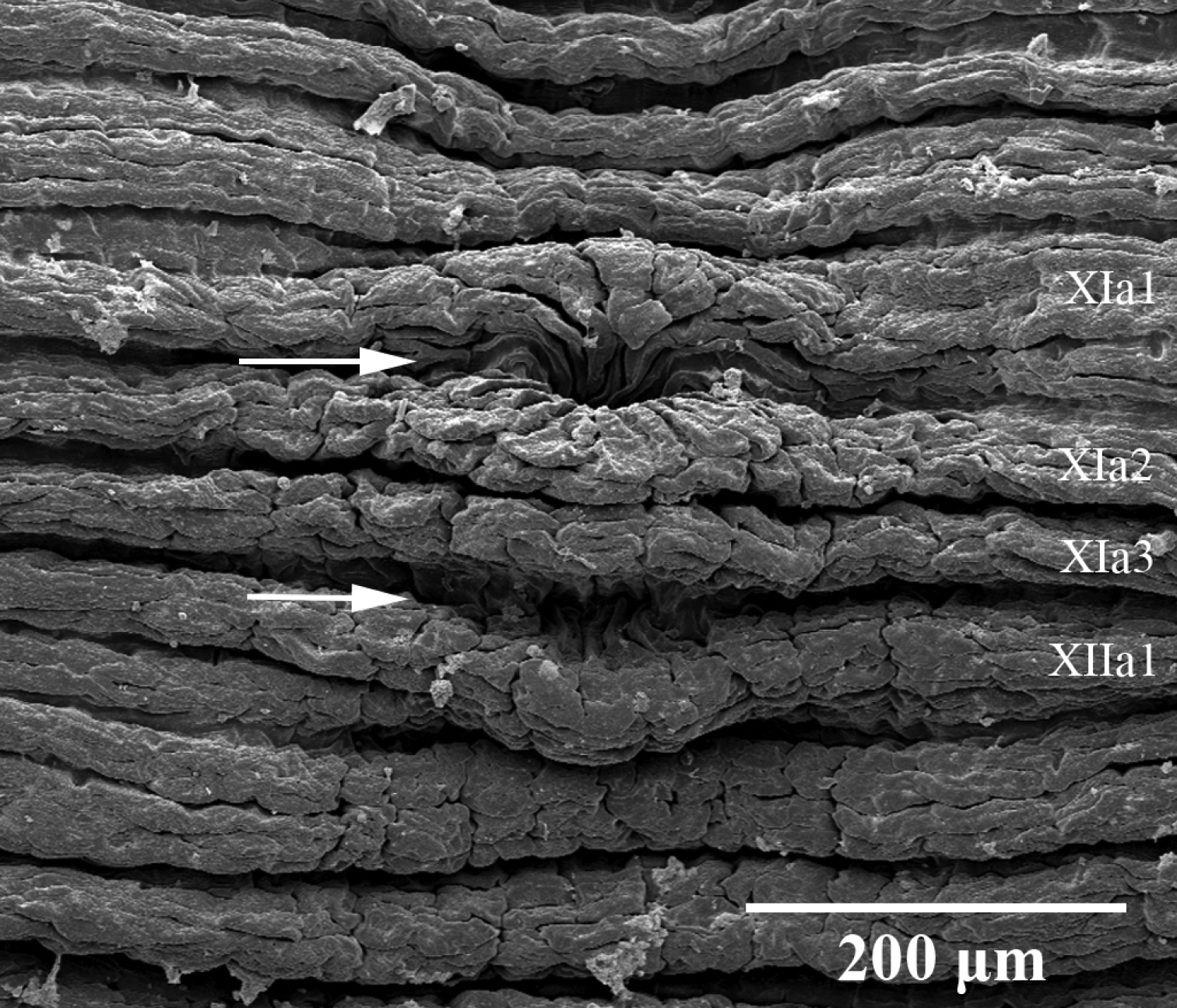
Mikroskopische Aufnahme der Gonoporen eines Plattegels

Ein Gonoporus (Gr.: poros = Öffnung), auch als Gonadopore oder Genitalporus bezeichnet, ist eine Geschlechtsöffnung, die bei unterschiedlichen Wirbellosen auftritt und im Ruhezustand sehr klein ist. Nachgewiesen wurde diese Art der Öffnung bei Tieren wie Würmern sowie Insekten und Krebstieren.

## Weitere Beispiele
Auch bei folgenden Tieren konnte ein Gonoporus nachgewiesen werden:
- Springschwänze[2]
- Weinbergschnecken[1]
- Fadenschnecken u. a. der Familien Flabellina und Aeolidiidae[3]
- Regenwürmer[1]
- Bärtierchen[4]
- Ruderfußkrebse z. B. aus der Gattung Splanchnotrophidae[5]

## Bedeutung als Identifikationsmerkmal
Sowohl Strudelwürmer als auch verschiedene Arten von Bandwürmern verfügen über Gonopori. Als sichtbares Merkmal werden sie bei Bandwürmern auch dazu verwendet, um die Tiere unterschiedlichen Gattungen zuzuordnen.